# Luna Carocci
Luna Carocci est une joueuse italienne de volley-ball née le 10 juillet 1988 à Lucques. Elle mesure 1,74 m et joue au poste de libero.

## Clubs
| Club                 | Pays        | De        | À         |
| -------------------- | ----------- | --------- | --------- |
| Volley Pantera Lucca | Italie      | 2003-2004 | 2003-2004 |
| Club Italia          | Italie      | 2004-2005 | 2005-2006 |
| Esperia Cremona      | Italie      | 2006-2007 | 2007-2008 |
| Minerva Volley Pavia | Italie      | 2008-2009 | 2009-2010 |
| FV Busto Arsizio     | Italie      | 2010-2011 | 2010-2011 |
| Villa Cortese        | Italie      | 2011-2012 | 2011-2012 |
| Azerrail Bakou       | Azerbaïdjan | 2012-2013 | 2012-2013 |
| Tiboni Urbino        | Italie      | 2013-2014 | 2013-2014 |
| River Volley         | Italie      | 2014-2015 | 2014-2015 |
| PV Flero             | Italie      | 2015-2016 | 2015-2016 |
| CSM Bucureşti        | Roumanie    | 2016-2017 | 2016-2017 |
| Schweriner SC        | Allemagne   | 2017-2018 | 2017-2018 |
| RC Cannes            | France      | 2018-2019 | …         |

## Palmarès
- Championnat d'Europe des moins de 20 ans
  - Vainqueur : 2006.